# (500446) 2012 TV184
(500446) 2012 TV184 es un asteroide perteneciente al cinturón de asteroides, descubierto el 8 de octubre de 2012 por el equipo del Mount Lemmon Survey desde el Observatorio del Monte Lemmon, Arizona, Estados Unidos.

## Designación y nombre
Designado provisionalmente como 2012 TV184.

## Características orbitales
2012 TV184 está situado a una distancia media del Sol de 3,071 ua, pudiendo alejarse hasta 3,190 ua y acercarse hasta 2,951 ua. Su excentricidad es 0,038 y la inclinación orbital 9,278 grados. Emplea 1965,88 días en completar una órbita alrededor del Sol.
Los próximos acercamientos a la órbita de Júpiter se producirán el 31 de julio de 2033, el 8 de octubre de 2092 y el 18 de diciembre de 2151, entre otros.

## Características físicas
La magnitud absoluta de 2012 TV184 es 16,6.